# 罗尔夫·里德瓦尔
罗尔夫·里德瓦尔（瑞典語：Rolf Ridderwall，1958年11月20日—），生于斯德哥尔摩，瑞典前男子冰球运动员。他曾代表瑞典国家队参加1984年冬季奥林匹克运动会冰球比赛，获得一枚铜牌。